# 孤立林
孤立林（こりつりん、fragmented forestあるいはforest island）とは、道路、住宅地、農地、商工業地などの人工物に周囲を取り囲まれ、連続した大面積林から孤立した森林のことである。日本国内では、1980年代初めに、日本生態学会で前迫ゆりによって，はじめて用いられた用語である。類似した用語に孤立緑地があるが、緑地タイプが森林とは限らない場合に、こうした用語が用いられることがある。
孤立林は、農村や都市など、人為的な影響の強い地域に多く見られるため、農用林や社寺林として存在することが多く、かつての大面積林の断片として残されていることもある。
開発の程度や地域によっても差があるが、小面積林であることが多い。周囲を道路などの人工物に取り囲まれているため、森林の周縁部の乾燥化が起こること（林縁効果）や大面積林から離れているために種の移入が起こりにくいことなどから、大面積林に比べて生息する生物種多様性が低くなるとされる。
近年、生物多様性保全の意識に対する高まりから、身近な生物にも関心が及び、身近な自然としての孤立林が注目されており、孤立林における生物の保全に関するさまざまな研究が行われつつある。

## 孤立林と島嶼生物学、景観生態学
1970年代 - 1980年代を中心に孤立林の生物の種数を面積より説明する（種数面積関係）研究が欧米で盛んに行われた。種数と面積との関係は島嶼生物学で盛んに研究されてきたが、ここで培われた理論が孤立林に応用されたものと考えられる。国内での同様の視点での研究は，1990年代後半である。孤立林の、「周囲を森林でない環境に取り囲まれて、種の供給源となる大面積林から離れている」という特性は、大陸から遠く離れている海洋島に類似しており、マッカーサーとウィルソンの種数平衡説などの理論も、孤立林の生態学で応用的に用いられる。
しかし、現実には、孤立林は島とは違った性質も持っている。「島 - 大陸」の関係では、ある孤立した生息地（島）における種の供給源は、大陸や近くにある他の小さな島と仮定できるが、「孤立林 - 連続的な大面積林」の関係では、大面積林だけでなく、農用地、公園や街路樹などの植栽地、河川など、さまざまな種の供給源が存在するため、孤立林周囲からの種の移入は決して少なくない。また、周囲を人工的な環境に取り囲まれているために、人為的な影響も極めて強い。よって、島嶼生物学の知見からだけでは、充分に孤立林の生物の特性を説明することはできず、周囲の土地利用や人為的影響なども加味した景観生態学と呼ばれる分野での研究事例が近年は増えている。

## 孤立林と造園学、生態工学
近年、自然再生やビオトープなど、身近な自然環境の保全や再生が注目されており、造園学や生態工学の分野でも、孤立林に関する研究が取り扱われることがある。新たに造成される緑地は孤立林的な特性を持つことが多いため、地域にある保存のよい孤立林が自然再生や自然回復の目標として注目されることが主な理由である。京都市の事例では、下鴨神社が自然再生の目標として設定されており、京都大学を中心とする研究グループの研究では、目標とされた下鴨神社の詳細な研究、市内に点在する小規模孤立林の総合的な研究、造成されたビオトープにおける詳細な研究が平行して進められている。